# Finale Copa del Rey 2004
De finale van de Copa del Rey van het seizoen 2003/04 werd gehouden op woensdag 17 maart 2004. De wedstrijd vond plaats in het Olympisch Stadion Lluís Companys in Barcelona. Real Madrid nam het op tegen Real Zaragoza. Na verlenging won Zaragoza met 2-3.

## Wedstrijdverslag
David Beckham opende na iets meer dan 20 minuten de score uit een vrije trap. Hij trapte het leer van op zo'n 25 meter voorbij doelman César Láinez. Enkele minuten later prikte Zaragoza tegen. De gewezen Real Madrid-middenvelder Sávio bracht de bal van op de linkerflank voor doel, waar Dani de bal met zijn bovenbeen controleerde en in het dak van het doel joeg: 1-1. Net voor de rust kreeg Zaragoza een vrije trap. De bal werd in het strafschopgebied gedropt en doorgekopt naar David Villa. Toen die op doel probeerde te besluiten, werd hij door Guti aangetikt. Scheidsrechter Carmona Méndez gaf Guti een gele kaart en legde de bal op de stip. Villa zelf zette de strafschop om: 1-2.
Net na de rust bracht Roberto Carlos de score weer in evenwicht. Net als Beckham versloeg hij Láinez met een vrije trap van op zo'n 25 meter. Hij verraste de doelman met een lage schuiver: 2-2.
In de verlengingen maakte invaller Luciano Galletti het beslissende doelpunt. Zijn afstandsschot van op zo'n 20 meter botste net naast de paal in doel. Real Zaragoza won zo voor de zesde keer de Spaanse beker.

### Wedstrijdgegevens
|                         |                                |              |                                         | |
| 17 maart 2004 20:00 MET | Real Madrid                    | 2 – 3 (n.v.) | Real Zaragoza                           | Olympisch Stadion Lluís Companys, Barcelona Toeschouwers: 54.000 Scheidsrechter: Carmona Méndez (Spanje) |
| 17 maart 2004 20:00 MET | Beckham 23' Roberto Carlos 47' | Verslag      | 28' Dani 44' (pen.) Villa 111' Galletti | Olympisch Stadion Lluís Companys, Barcelona Toeschouwers: 54.000 Scheidsrechter: Carmona Méndez (Spanje) |

| Real Madrid | Zaragoza |

| Real Madrid:   |    |                   |         |
|                |    |                   |         |
| GK             | 25 | César Sánchez     |         |
| RB             | 2  | Míchel Salgado    | 8'      |
| CB             | 6  | Iván Helguera     | 98'     |
| CB             | 15 | Raúl Bravo        | 90'     |
| LB             | 3  | Roberto Carlos    |         |
| RW             | 10 | Luís Figo         | 56'     |
| CM             | 23 | David Beckham     |         |
| CM             | 14 | Guti              | 44' 95' |
| CM             | 5  | Zinédine Zidane   | 117'    |
| LW             | 21 | Santiago Solari   | 81' 84' |
| CF             | 7  | Raúl              |         |
| Wisselspelers: |    |                   |         |
| GK             | 1  | Iker Casillas     |         |
| DF             | 22 | Francisco Pavón   |         |
| DF             | 33 | Álvaro Mejía      |         |
| MF             | 19 | Esteban Cambiasso |         |
| MF             | 8  | Borja Fernández   |         |
| MF             | 34 | Juanfran          |         |
| FW             | 11 | Javier Portillo   | 84'     |
| Coach:         |    |                   |         |
| Carlos Queiroz |    |                   |         |

| Real Zaragoza: |    |                    |         |
|                |    |                    |         |
| GK             | 1  | César Láinez       | 113'    |
| RB             | 4  | Luis Cuartero      |         |
| CB             | 5  | Álvaro             | 40'     |
| CB             | 6  | Gabriel Milito     | 38'     |
| LB             | 12 | Delio Toledo       |         |
| RM             | 8  | Cani               | 65' 67' |
| CM             | 14 | Leonardo Ponzio    | 69'     |
| CM             | 17 | José María Movilla |         |
| LM             | 10 | Sávio              | 96'     |
| CF             | 23 | Dani               | 60'     |
| CF             | 20 | David Villa        | 69'     |
| Wisselspelers: |    |                    |         |
| GK             | 25 | Raúl Valbuena      |         |
| DF             | 3  | Miguel Rebosio     |         |
| MF             | 27 | David Generelo     | 69'     |
| MF             | 21 | David Pirri        |         |
| MF             | 7  | Luciano Galletti   | 60' 74' |
| FW             | 29 | Juanele            | 96' 99' |
| FW             | 9  | Yordi              |         |
| Coach:         |    |                    |         |
| Víctor Muñoz   |    |                    |         |